# Фостер, Дон
Дональд Фостер (англ. Donald Foster; 10 ноября 1917 — 12 мая 2000) — американский график, типографик, художник-лейаут и управляющий производством. Работал на студиях Уорнер Бразерс, MGM Animation/Visual Arts и Film Roman.

## Биография
Родился 10 ноября 1917 года. Начал свою карьеру 1965 году в студии Чака Джонса Sib Tower 12 Productions, делал титульные листы серии Тома и Джерри до 1967 года. После устроился в компанию Warner Bros. также делал титульные листы для многих мультфильмов в том числе про Багза Банни и Гарфилда. Закончил карьеру в 1991 году. Умер 12 мая 2000 года от рака лёгких.

## Личная жизнь
- Первая жена Кэтрин (умерла)
- Вторая жена Монтес (развод)
- Третья жена Кей, у них было двое детей.

## Фильмография
- 1988—1991: Muppet Babies
- 1991: Garfield Gets a Life
- 1990: Garfield’s Feline Fantasies
- 1989: Garfield’s Thanksgiving
- 1989: Rude Dog and the Dweebs
- 1989: Garfield’s Babes and Bullets
- 1987: A Garfield Christmas Special
- 1988: Ночь живой утки
- 1987: Garfield Goes Hollywood
- 1986: Garfield in Paradise
- 1985: Garfield in Disguise
- 1984: Garfield in the Rough
- 1983: The Great Bear Scare
- 1980: Дак Доджерс возвращение из 24½ века
- 1980: Daffy Duck’s Thanks-for-Giving Special
- 1980: Bugs Bunny’s Bustin' Out All Over
- 1979: Raggedy Ann and Raggedy Andy in the Pumpkin Who Couldn’t Smile
- 1979: Кролик Багз или Дорожный Бегун (аниматор, также график)
- 1979: Freeze Frame (лейаут)
- 1979: Bugs Bunny’s Looney Christmas Tales (лейаут)
- 1976: Carnival of the Animals
- 1975: The White Seal (управляющий координатор)
- 1970: Horton Hears a Who!
- 1970: The Phantom Tollbooth (типографик)
- 1969: The Pogo Special Birthday Special
- 1967: Purr-Chance to Dream
- 1967: The Mouse from H.U.N.G.E.R.
- 1966: Как Гринч украл Рождество
- 1965: Точка и Линия (типографик)